# تپه دیرمان تپه‌سی
تپه دیرمان تپه‌سی مربوط به دوران پیش از تاریخ ایران باستان است و در بستان‌آباد، جاده ترانزیت، کوچه پشت پمپ بنزین واقع شده و این اثر در تاریخ ۲۷ مرداد ۱۳۸۲ با شمارهٔ ثبت ۹۷۰۳ به‌عنوان یکی از آثار ملی ایران به ثبت رسیده است.